# Radio Recorders
Radio Recorders var et pladestudie på adressen Santa Monica Boulevard 7000 i Hollywood, Californien, USA. Studiet blev startet i 1933 og har lagt faciliteter til nogle af de største succeser i underholdningsbranchen.
Blandt de mange sange, som gennem tiden er blevet indspillet hos Radio Recorders, kan nævnes "White Christmas", både med Bing Crosby i 1942 og Elvis Presley i 1957, samt sangene "Mack The Knife" med Bobby Darin og "Love Letters In The Sand" med Pat Boone. Det var også i dette studie, at den første amerikanske stereoplade blev til, det var Louis Armstrongs "Louis Armstrong Plays King Oliver" fra 1957.
Størstedelen af Elvis Presleys mange filmsange fra 1956 og frem til 1966 blev indspillet hos Radio Recorders, mens hans mere regulære pladeindspilninger i samme periode som oftest blev indspillet i Nashville. Presleys første indspilning hos Radio Recorders fandt sted i Studio B den 1. september 1956, hvor han bl.a. indspillede "Love Me", og den sidste gang Presley var i studiet hos Radio Recorders var den 28. juni 1966, hvor han færdiggjorde indspilningen af "Long Legged Girl (With The Short Dress On)" fra hans film Double Trouble. I alt indspillede Elvis Presley over 100 sange hos Radio Recorders.
I 1960 blev studiet sammensluttet med Universal Records og skiftede navn til Radio Universal Recorders. I 1967 blev navnet ændret til Annex Studio, og i 1977, hvor studiet fik nye ejere, blev navnet ændret til Studio 56.